# Monti Walker
I monti Walker sono una catena montuosa situata sull'isola Thurston, al largo della costa di Eights, nella Terra di Ellsworth, in Antartide. La catena si estende in direzione est-ovest per tutta la lunghezza dell'isola, ossia circa 215 km, occupandola anche in tutta la sua larghezza, e raggiunge l'altezza di circa 623 m s.l.m. con il picco Parker.

## Storia
I monti Walker sono stati scoperti dal retroammiraglio Richard Evelyn Byrd e da altri membri del Programma Antartico degli Stati Uniti d'America il 27 febbraio 1940, durante un volo di ricognizione partito dalla USS Bear nel corso della terza missione antartica comandata da Byrd. In seguito, la catena montuosa è stata così battezzata dal Comitato consultivo dei nomi antartici in onore del tenente William M. Walker, capitano della nave Flying Fish, che prese parte alla spedizione di Wilkes, svolta nel periodo 1838-42.